# Симонович, Марко (баскетболист, 1999)
Марко Симонович (черног. Марко Симоновић; род. 15 октября 1999, Колашин) — черногорский профессиональный баскетболист турецкого клуба «Бахчешехир Колежи». 

## Клубная карьера

### «Сиена» (2017—2018)
Симонович начал играть в 2015 году за итальянский клуба «Монкальери» из нижней лиги. В июле 2017 года подписал контракт с командой «Сиена».

### «Олмпия» (2018—2019)
19 июня 2018 года Саймонович подписал многолетний контракт со словенским клубом «Олиммия».

### «Мега» (2019—2021)
19 июля 2019 года Симонович подписал двухлетний контракт с сербским клубом «Мега». Симонович набрал в среднем 16,8 очка за игру, реализовав 51% бросков с игры за 11,5 попыток в среднем за игру, реализовав 31% трёхочковых с игры за 2,5 попыток в среднем за игру, реализовав 80% бросков со штрафной линии с игры за 5,2 попытки в среднем за игру, 8 подборов, 1,2 передачи, 1,0 отбор, 1,2 блока.

### «Чикаго Буллз» (2021—2023)
18 ноября 2020 года Симонович был выбран под 44-м общим номером на драфте НБА 2020 года командой «Чикаго Буллз». В августе 2021 года Симонович присоединился к «Чикаго Буллз» для участия в Летней лиги НБА. 9 августа дебютировал в проигрышном матче против «Нью-Орлеан Пеликанс» (77:94), в котором он заработал 13 очков и 5 подборов за 15 минут. 18 августа 2021 года Симонович подписал трёхлетний контракт с «Буллз». 22 ноября он дебютировал в НБА, сыграв 7 минут в проигрышном матче против «Индиана Пэйсерс» (77:109), в котором заработал 1 очко и 1 подбор.
В июле 2022 года Симонович присоединился к «Буллз» для участия в Летней лиге НБА 2022 года. Позже он был включён во вторую сборную Летней лиги.
6 июля 2023 года «Буллз» отказался от Симоновича.

### «Црвена звезда» (2023—2024)
8 июля 2023 года Саймонович подписал контракт с сербским клубом «Црвена звезда».

### «Бешикташ» (2024)
3 января 2024 года он был отдан в аренду в турецкий клуб «Бешикташ».

### «Бахчешехир Колежи» (2024—н.в.)
15 июня 2024 года он подписал контракт с клубом «Бахчешехир Колежи».

## Статистика

### Статистика в НБА
| Сезон                                                                                    | Команда | Регулярный сезон | Регулярный сезон | Регулярный сезон | Регулярный сезон | Регулярный сезон | Регулярный сезон | Регулярный сезон | Регулярный сезон | Регулярный сезон | Регулярный сезон | Регулярный сезон | Серия плей-офф | Серия плей-офф | Серия плей-офф | Серия плей-офф | Серия плей-офф | Серия плей-офф | Серия плей-офф | Серия плей-офф | Серия плей-офф | Серия плей-офф | Серия плей-офф |
| Сезон                                                                                    | Команда | GP               | GS               | MPG              | FG%              | 3P%              | FT%              | RPG              | APG              | SPG              | BPG              | PPG              | GP             | GS             | MPG            | FG%            | 3P%            | FT%            | RPG            | APG            | SPG            | BPG            | PPG            |
| ---------------------------------------------------------------------------------------- | ------- | ---------------- | ---------------- | ---------------- | ---------------- | ---------------- | ---------------- | ---------------- | ---------------- | ---------------- | ---------------- | ---------------- | -------------- | -------------- | -------------- | -------------- | -------------- | -------------- | -------------- | -------------- | -------------- | -------------- | -------------- |
| 2021/22                                                                                  | Чикаго  | 9                | 0                | 3,9              | 26,7             | 20,0             | 72,7             | 1,1              | 0,0              | 0,1              | 0,1              | 1,9              | Не участвовал  | Не участвовал  | Не участвовал  | Не участвовал  | Не участвовал  | Не участвовал  | Не участвовал  | Не участвовал  | Не участвовал  | Не участвовал  | Не участвовал  |
| 2022/23                                                                                  | Чикаго  | 7                | 0                | 2,9              | 28,6             | 25,0             | 50,0             | 0,3              | 0,0              | 0,0              | 0,0              | 0,9              | Не участвовал  | Не участвовал  | Не участвовал  | Не участвовал  | Не участвовал  | Не участвовал  | Не участвовал  | Не участвовал  | Не участвовал  | Не участвовал  | Не участвовал  |
|                                                                                          | Всего   | 16               | 0                | 3,4              | 27,3             | 22,2             | 69,2             | 0,8              | 0,0              | 0,1              | 0,1              | 1,4              | Не участвовал  | Не участвовал  | Не участвовал  | Не участвовал  | Не участвовал  | Не участвовал  | Не участвовал  | Не участвовал  | Не участвовал  | Не участвовал  | Не участвовал  |
| Наведите курсор мыши на аббревиатуры в заголовке таблицы, чтобы прочесть их расшифровку. |         |                  |                  |                  |                  |                  |                  |                  |                  |                  |                  |                  |                |                |                |                |                |                |                |                |                |                |                |